# Мухин, Герасим Васильевич
Гера́сим Васи́льевич Му́хин (3 марта 1900 года, село Ямщина, Пензенская губерния — 26 мая 1943, Москва) — советский военный деятель, генерал-майор (1943 год).

## Биография
Герасим Васильевич Мухин родился 3 марта 1900 года в селе Ямщина (ныне — в Инсарском районе Республики Мордовия).

### Гражданская война
В июне 1919 года был призван в ряды РККА и направлен красноармейцем в 467-й стрелковый полк, после чего принимал участие в боевых действиях на Восточном фронте. С ноября 1919 находился в отпуску по болезни, и после выздоровления с мая 1920 года служил в Пензенском караульном батальоне.
С июля 1920 года учился на Московских пулемётных курсах. С августа того же года в составе 4-го стрелкового полка 2-й Московской бригады курсантов Мухин воевал на Южном фронте против десанта под командованием генерала С. Г. Улагая и войск под командованием генерала П. П. Фостикова в Кубанской области, а затем — в боевых действиях против белогвардейцев в Дагестане.

### Межвоенное время
В апреле 1921 года Мухин был направлен на учёбу на 7-е Армавирские пехотно-пулемётные курсы, дислоцированный в Баку, по окончании которых в январе 1922 года был назначен на должность командира взвода 141-го стрелкового полка, дислоцированного в Самаре (Приволжский военный округ), в марте — на должность командира взвода маршевого батальона при 1-м стрелковом полку, дислоцированном в Казани, в мае — на должность командира взвода 21-го Туркестанского стрелкового полка, дислоцированного в Пензе и в июне направленного на Туркестанский фронт.
В ноябре 1922 года был назначен на должность командира взвода 3-го пограничного батальона, дислоцированном в городе Керки, а в апреле 1923 года — на должность командира взвода 8-го Самарского стрелкового полка. В составе этих частей принимал участие в боевых действиях против басмачества в Бухаре. В 1923 году за боевые отличия Мухин был награждён орденом Красного Знамени.
С мая 1925 года служил в 19-м стрелковом полку, дислоцированном в городе Нежин (Украинский военный округ), где исполнял должности командира взвода, помощника командира роты по политической части и политрука роты. В 1928 году был назначен на должность командира и политрука роты в 20-м стрелковом полку, дислоцированном в городе Чернигов, а в ноябре 1931 года — на должность коменданта штаба Украинского военного округа.
В ноябре 1932 года Мухин был направлен на учёбу в Военную академию имени М. В. Фрунзе, после окончания которой с декабря 1936 года служил в Ленинградском пехотном училище имени С. М. Кирова на должностях преподавателя тактики, временно исполняющего должность комиссара училища, а в апреле 1938 года был назначен на должность начальника этого же училища.

### Великая Отечественная война
В ноябре 1941 года был назначен на должность коменданта Куйбышев, в июне 1942 года — на должность командира 279-й стрелковой дивизии, которая принимала участие в ходе контрнаступления под Сталинградом, разгроме войск противника на Среднем Дону, а также в срыве его попыток деблокирования окружённой группы войск в районе Сталинграда. Вскоре 279-я стрелковая дивизия под командованием Мухина отличилась в ходе Ворошиловградской наступательной операции, за что командир дивизии был награждён орденом Суворова 2 степени, а также ему было присвоено воинское звание «генерал-майор».
В марте 1943 года был назначен на должность командира 18-го стрелкового корпуса, в апреле того же года преобразованного в 34-й гвардейский. Корпус под командованием Мухина сходу форсировал реку Северский Донец, после чего вышел к подступам Днепропетровска, но из-за нанесённого противником контрудара был вынужден отступить на восточный берег реки, где перешёл к обороне.
21 мая 1943 года генерал-майор Герасим Васильевич Мухин в ходе боя в районе села Привольное (в 30 километрах северо-западнее Лисичанска), находясь на командном пункте корпуса, был тяжело ранен осколком снаряда, после чего 26 мая умер от ран в госпитале № 2386 в Москве.
Похоронен на Новодевичьем кладбище. Стоит обратить внимание, что его имя значится на памятной плите братского захоронения праха павших воинов на Новом Донском кладбище.

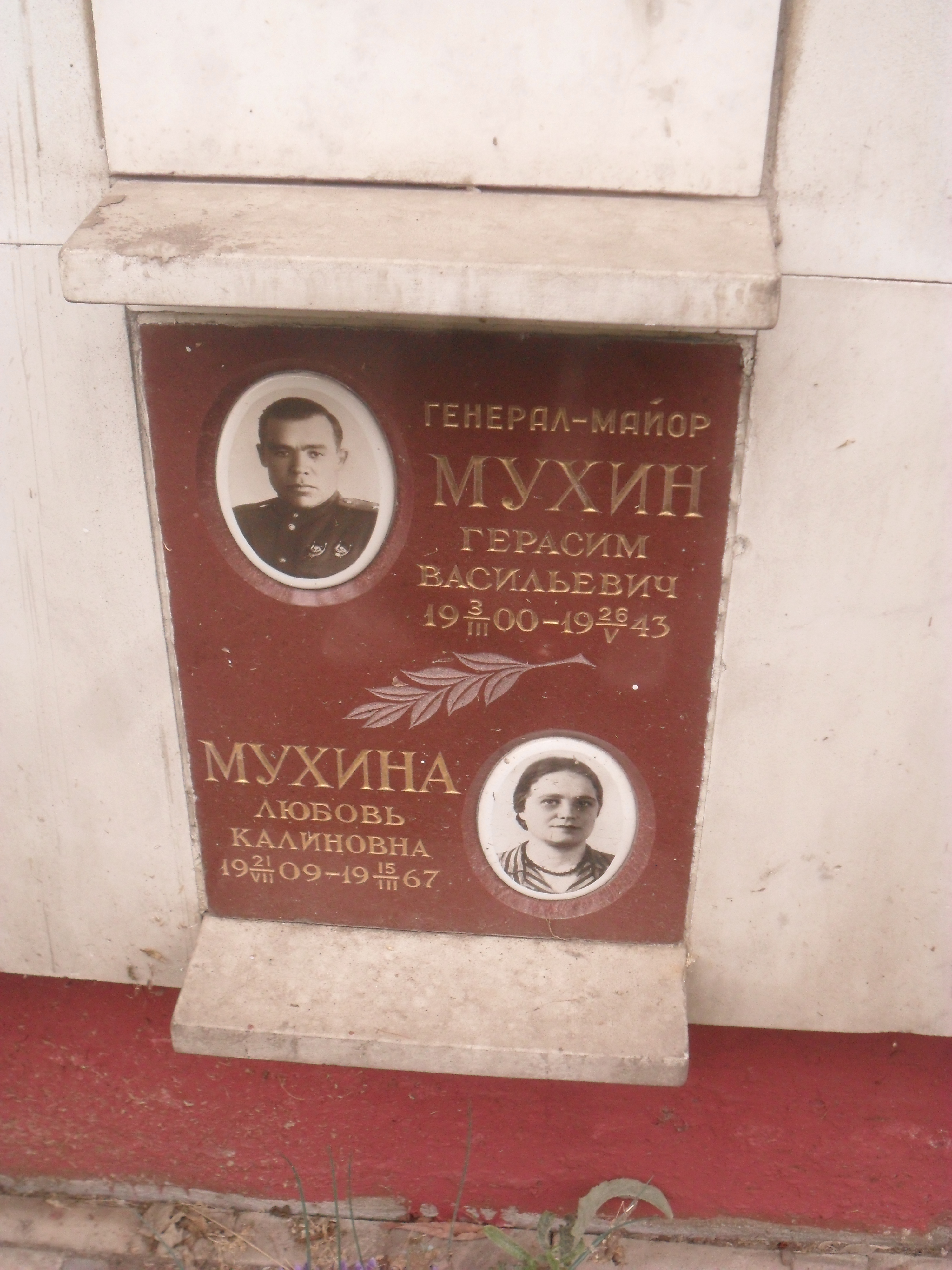
Плита колумбария генерал-майора Герасима Мухина

## Награды
- Два ордена Красного Знамени;
- Орден Суворова 2-й степени;
- Юбилейная медаль «XX лет Рабоче-Крестьянской Красной Армии».

## Память
Именем Герасима Васильевича Мухина названы улицы в Луганске, Луге, Лисичанске и Приволье. В Санкт-Петербурге Петербургская транспортная компания выпустила в рейс автобус имени генерала Герасима Мухина.